# Федотов, Василий Николаевич (генерал-майор)
Василий Николаевич Федотов (1915—1997) — советский военнослужащий, участник Великой Отечественной войны, Герой Советского Союза (23.10.1943). Генерал-майор.

## Биография
Василий Федотов родился 22 декабря 1915 года в городе Камень-на-Оби. После окончания семи классов школы работал водителем на Каменской механо-транспортной станции.
В ноябре 1935 года был призван на службу в Рабоче-крестьянскую Красную Армию. В 1938 году он окончил Омское военное училище имени М. В. Фрунзе. Служил командиром взвода и роты в воинской части Уральского военного округа (Свердловск). Участвовал в боях советско-финской войны, в феврале 1940 года был ранен. После излечения продолжал службу в одном из механизированных корпусов.
С июля 1941 года — на фронтах Великой Отечественной войны. В 1942 году В. Н. Федотов окончил курсы командиров полков при Военной академии РККА имени М. В. Фрунзе.
В июле 1942 года назначен командиром 569-го стрелкового полка 161-й стрелковой дивизии. В этом полку и дивизии прошёл весь свой боевой путь на Воронежском и 1-м Украинском (с октября 1943 года) фронтах. Участвовал в Воронежско-Касторненской наступательной операции, Харьковской наступательной операции, Харьковской оборонительной операции и в Курской битве.
Командир 569-го стрелкового полка 161-й стрелковой дивизии 47-го стрелкового корпуса 40-й армии Воронежского фронта подполковник Василий Федотов особо отличился во время битвы за Днепр. 23 сентября 1943 года полк Федотов переправился через Днепр в районе села Зарубинцы Каневского района Черкасской области Украинской ССР, захватил и удержал плацдарм на его западном берегу, отбив четыре немецкие контратаки. Во время наступления с плацдарма на следующий день полк Федотова продвинулся вперёд и освободил село Трахтемиров. В тех боях Федотов два раза был ранен, но остался в строю.
Указом Президиума Верховного Совета СССР от 23 октября 1943 года за «успешное форсирование реки Днепр южнее Киева, прочное закрепление плацдарма на западном берегу реки Днепр и проявленные при этом отвагу и геройство» подполковнику Василий Николаевичу Федотову присвоено звание Героя Советского Союза с вручением ордена Ленина и медали «Золотая Звезда» за номером 2025.
В последующих боях Федотов вновь отличился в Житомирско-Бердичевской, Корсунь-Шевченковской, Ровно-Луцкой, Проскуровско-Черновицкой, Львовско-Сандомирской операциях. В конце сентября 1944 года его полк вёл тяжелые наступательные бои в ходе Восточно-Карпатской операции, выбивая противника с одного рубежа за другим. В бою 30 сентября на подходе к чехословацкой границе полковник В. Н. Федотов был тяжело ранен. На фронт больше не вернулся, пролечившись в госпиталях до весны 1945 года.
В послевоенное время продолжал служить в Советской армии. С мая 1945 года — командир воинской части Северо-Кавказского военного округа (Ростов-на-Дону). С марта 1947 года по октябрь 1951 года служил в Ивановском военно-политическом училище: начальник военного цикла, затем заместителем начальника училища по строевой части. С 1951 года — начальник общевойскового цикла Ленинградских курсов усовершенствования политического состава Советской Армии. В 1952 году заочно окончил Военную академию имени М. В. Фрунзе. В 1953—1960 годах — начальник Львовского высшего общевойскового командного училища имени Н. А. Щорса, в 1960—1965 годах — начальник Бакинского высшего общевойскового командного училища, в 1965—1973 годах — начальник Московского суворовского военного училища. В июле 1973 года генерал-майор В. Н. Федотов уволен в запас.
Проживал в Москве. Умер 9 января 1997 года, похоронен в колумбарии Донского кладбища Москвы.

## Награды
- Герой Советского Союза (23.10.1943);
- орден Ленина (23.10.1943);
- три ордена Красного Знамени (14.08.1944, 30.12.1956, 22.02.1968);
- два ордена Отечественной войны 1-й степени (5.09.1943, 11.03.1985);
- орден Трудового Красного Знамени;
- орден Красной Звезды (15.11.1950);
- медаль «За отвагу» (1943);
- медаль «За боевые заслуги» (6.11.1945);
- медаль «В ознаменование 100-летия со дня рождения Владимира Ильича Ленина» (6 апреля 1970[2]);
- медаль «За победу над Германией в Великой Отечественной войне 1941—1945 гг.» (9 мая 1945[3]);
- юбилейная медаль «Двадцать лет Победы в Великой Отечественной войне 1941—1945 гг.» (7 мая 1965[4]);
- юбилейная медаль «Тридцать лет Победы в Великой Отечественной войне 1941—1945 гг.»[5];
- медаль «Сорок лет Победы в Великой Отечественной войне 1941-1945 гг.»[6];
- юбилейная медаль «50 лет Победы в Великой Отечественной войне 1941—1945 гг.»[7];
- медаль «Ветеран Вооружённых Сил СССР»;
- медаль «30 лет Советской Армии и Флота»[8];
- юбилейная медаль «40 лет Вооружённых Сил СССР»[9];
- юбилейная медаль «50 лет Вооружённых Сил СССР» (26 декабря 1967[10]);
- юбилейная медаль «60 лет Вооружённых Сил СССР» (28 января 1978[11]);
- юбилейная медаль «70 лет Вооружённых Сил СССР» (28 января 1988[12]);
- медаль «За безупречную службу» I степени.

## Память
- Имя В. Н. Федотова высечено золотыми буквами в зале Славы Центрального музея Великой Отечественной войны в Парке Победы города Москва.
- Почётный гражданин Ивано-Франковска и Лебедина.
- Его имя увековечено на Мемориале Славы в городе Барнаул, и на мемориальной доске выпускникам и преподавателям Ивановского военно-политического училища в городе Иваново.

## Сочинения
- Герой Советского Союза, генерал-майор запаса В. Федотов. Бросок на плацдарм // Полем боя испытаны. Фронтовые эпизоды / сб., сост. И. М. Дынин, И. А. Скородумов. М., Воениздат, 1981. стр.26-30.